# Piotr Nowakowski (1930–1995)
Piotr Nowakowski (ur. 1 stycznia 1930 w Górach Wysokich, zm. 30 września 1995) – polski górnik, poseł na Sejm PRL IV i V kadencji.

## Życiorys
Uzyskał wykształcenie wyższe na krakowskiej Akademii Górniczo-Hutniczej w stopniu magistra inżyniera górnika. Pracował jako sztygar oddziałowy, a następnie jako kierownik działu postępu technicznego i dyrektor Zakładu Doświadczalnego w Przedsiębiorstwie Budowy Kopalń Rud Miedzi w Lubinie. W 1965 i 1969 uzyskiwał mandat posła na Sejm PRL z ramienia Polskiej Zjednoczonej Partii Robotniczej w okręgu Legnica. Przez dwie kadencje zasiadał w Komisji Przemysłu Ciężkiego, Chemicznego i Górnictwa. Był laureatem nagrody państwowej II stopnia za udział w opracowaniu kombajnu do głębienia szybów w górotworze zamrożonym. 
Został pochowany na cmentarzu komunalnym w Lubinie.

## Odznaczenia
- Złoty Krzyż Zasługi (1965)
- Odznaka 1000-lecia Państwa Polskiego (1966)[2]
- Krzyż Kawalerski Orderu Odrodzenia Polski (1968)
- Order Sztandaru Pracy II klasy (1981) i I klasy (1986)
- Złota Odznaka Honorowa NOT (1987)